# 洛·赫遜

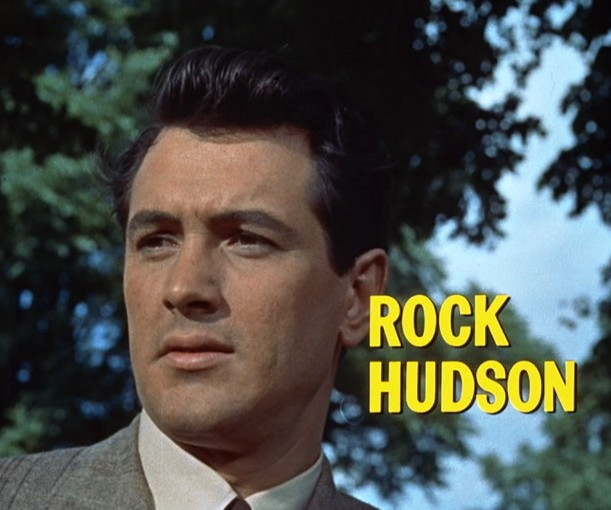

洛·赫遜（1925年11月17日—1985年10月2日），是一位美国电影演员、电视演员，生于伊利诺伊州，曾以《巨人》提名奧斯卡最佳男主角獎。
1954年，与简·怀曼共同演出《庄丽的迷恋》（Magnificent Obsession），因此而知名。其他电影作品有《枕边话》《重修旧好》《不要给我送花》等。
1985年，他因患艾滋病亡故，成为第一位因艾滋病有关并发症而死亡的名人。

## 早年生活
赫遜出生在伊利诺伊州温内特卡，母亲是电话接线员，有英格兰和爱尔兰血统，父亲是汽车修理工，有德国和瑞士血统，赫遜是家里唯一的孩子。父亲因大萧条而抛弃了家庭。母亲改嫁，继父收养了他。
高中毕业后正值第二次世界大战期间，赫遜来到美国海军服役，在菲律宾担任飞机機械師。1946年，赫遜搬到洛杉矶追求演艺事业，并申请南加州大学的戏剧项目，但他因成绩不好被拒绝。他曾当了一段时间的卡车司机，他渴望成为一名演员，但始终没有成功参与电影演出。1947年他把自己的照片寄给星探亨利·威尔森，威尔森把他的名字改为洛·赫遜（Rock Hudson），尽管赫遜后来承认他讨厌这个名字。

## 个人生活
当赫遜的事业正发展时，他和经纪人亨利·威尔森一直維持著低調私生活。1955年，有杂志威胁要公布有关赫遜的秘密同性恋生活。据一些同事的说法，赫遜的同性恋取向在好莱坞整个职业生涯中是众所周知的，和他合作过的伊丽莎白·泰勒、苏珊·圣琼·詹姆斯和卡萝尔·伯内特都声称，她们知道他的同性恋行为。杂志事件后不久，赫遜和威尔森的秘书菲利斯·盖茨结婚。盖茨后来写道，她与赫遜约会好几个月，住在一起两个月时他向她惊喜求婚，与赫遜结婚是出于爱，而不是为了防止赫遜过去的同性恋生活被揭露。三年后的1958年4月盖茨提出离婚，理由是精神虐待。赫遜没有异议，离婚后盖茨获得10年每星期250美元的赡养费。盖茨去世后，同性恋杂志《倡导》发表威尔森的传记文章称盖茨实际上是一个女同性恋，从他们的关系一开始就知道赫遜确实是男同性恋。她也没有再婚。

## 疾病和去世

1984年5月赫遜（左）和总统罗纳德·里根，第一夫人南希·里根在白宫国宴，此时距离他确诊艾滋病还有不到3个星期。

1984年6月5日，赫遜被诊断出患有艾滋病。在1984年和1985年大多数时间，赫遜都对他的病情保密，同时继续工作，并在同一时间旅行到法国和其他国家寻找治疗的方法，或进行治疗以减缓疾病的进展。1985年7月16日赫遜出现在老朋友的节目中，他憔悴的外表令人震惊，媒体推测赫遜的健康出了问题。两天后，赫遜前往法国巴黎进行另一轮治疗。7月21日赫遜在他的酒店房间内昏倒，他的公关Dale Olson发表了一份声明，声称他有不能手术的肝癌。Olson否认报告说的赫遜得了艾滋病，并只说他在巴黎的美国医院接受“一切”测试。
1985年7月25日，赫遜的发言人证实，赫遜的确患有艾滋病，前一年已确诊。在另一个新闻发布一个月后，1981年11月赫遜推测他可能通过他的心脏绕道手术期间从受感染的供体获得了多次输血而染上艾滋病病毒。7月30日他飞回洛杉矶。赫遜十分虚弱，他包机回来，这架法航波音747，除了医疗人员，他是唯一的乘客。他乘着直升机前往加州大学洛杉矶分校医学中心，在那里，他花了近一个月接受进一步治疗。1985年8月下旬，他从医院离开回到他在比佛利山的家。
1985年10月2日，赫遜在睡梦中因与艾滋病有关的并发症而在他比佛利山庄的家中去世。赫遜要求不举行葬礼，他的遗体被火化。赫遜的艾滋病病毒感染状况的披露引起了公众对于他的同性恋倾向的广泛讨论。此后赫遜的同性恋取向逐渐公开。
赫遜的得病，对当时艾滋病的知名度产生直接影响，而且促进了对医学研究与疾病相关资金的拨款。其中试图去污名化艾滋病及其与疾病的受害者的活动人士指出赫遜的感染被看作是可以改变艾滋病的公众观感的事件。赫遜1985年9月病的很重时亲自出席艾滋病权益相关活动时说：“我病了我很不快乐，我得了艾滋病我也不快乐，但如果因此能帮助别人，我至少可以知道我自己的不幸已取得了一些积极的价值。”